# Viktor Tausk
Victor Tausk (Žilina, 12 de marzo de 1879 - 3 de julio de 1919) está generalmente considerado como uno de los pioneros del psicoanálisis.

## Biografía
Con una formación en derecho y después de haber descubierto el psicoanálisis en Viena, sigue estudios de medicina y de psiquiatría. Conoció a Lou Andreas-Salomé.
Durante la Primera Guerra Mundial cumplió con sus obligaciones de médico militar. Fue uno de los más brillantes freudianos de su generación. La originalidad de su aporte a la medicina militar está basada en sus teorizaciones sobre las psicosis y su comprensión del fenómeno de deserción.
Siendo posteriormente analizado por Helene Deutsch. Su vida fue marcada por la pobreza, la enfermedad y la depresión. Paul Roazen piensa poder afirmar que Sigmund Freud, celoso de la inteligencia de este joven psicoanalista, le habría apartado de él, repercutiendo aún más en su desgracia.
El principal artículo de este autor es: Acerca de la génesis del aparato de influir en el curso de la esquizofrenia, publicado en 1919.
En la mañana del 3 de julio de 1919, después que Helene Deutsch había dejado el tratamiento de Tausk tras Freud habérselo exigido, y después de una complicada relación con Freud y con Lou Andreas-Salomé, Tausk se suicidó atándose una trenza alrededor de su cuello, a continuación, colocó una pistola en su sien derecha y disparó, colgándose al caer.